# Sarāb-e Malekī
Sarāb-e Malekī (persiska: سراب ملكی, Sarāb-e Melkī) är en ort i Iran.   Den ligger i provinsen Lorestan, i den västra delen av landet, 300 km sydväst om huvudstaden Teheran. Sarāb-e Malekī ligger 1 658 meter över havet och antalet invånare är 111.
Terrängen runt Sarāb-e Malekī är kuperad åt nordost, men åt sydväst är den bergig. Sarāb-e Malekī ligger nere i en dal. Runt Sarāb-e Malekī är det ganska tätbefolkat, med 72 invånare per kvadratkilometer. Närmaste större samhälle är Tappeh Ganjī, 1,8 km öster om Sarāb-e Malekī. Omgivningarna runt Sarāb-e Malekī är i huvudsak ett öppet busklandskap.